# Routelle
Routelle is een plaats en voormalige gemeente in het Franse departement Doubs in de regio Bourgogne-Franche-Comté en telt 456 inwoners (2005). De plaats maakt deel uit van het arrondissement Besançon.

## Geschiedenis
De gemeente maakte deel uit van het kanton Boussières totdat dit op 22 maart 2015 werd opgeheven en de gemeente werd opgenomen in het op die dag gevormde kanton Besançon-6. Op 1 januari 2016 fuseerde Routelle met de buurgemeente Osselle tot de commune nouvelle Osselle-Routelle.

## Geografie
De oppervlakte van Routelle bedraagt 3,1 km², de bevolkingsdichtheid is 147,1 inwoners per km².
De onderstaande kaart toont de ligging van Routelle met de belangrijkste infrastructuur en aangrenzende gemeenten.

## Demografie
Onderstaande figuur toont het verloop van het inwonertal.